# Holorusia bitruncata
Holorusia bitruncata är en tvåvingeart som först beskrevs av Charles Paul Alexander 1950.  Holorusia bitruncata ingår i släktet Holorusia och familjen storharkrankar. Inga underarter finns listade i Catalogue of Life.